# Уерфано
Окръг Уерфано (на английски: Huerfano County) е окръг в щата Колорадо, Съединени американски щати. Площта му е 4126 km², а населението - 6662 души (2017). Административен център е град Уолсънбърг.